# هسته زیتونی زیرین
هسته زیتونی زیرین (به انگلیسی: inferior olivary nucleus (ION))؛ ساختاری است که در بصل النخاع در زیر هسته زیتون فوقانی یافت می‌شود. در مهره داران، ION به عنوان هماهنگ‌کننده سیگنال‌ها از نخاع به مخچه برای تنظیم هماهنگی حرکتی و یادگیری شناخته شده است. نشان داده شده است که این اتصالات کاملاً مرتبط هستند، زیرا دژنراسیون مخچه یا یون منجر به انحطاط دیگری می‌شود.
این هسته ی کمپلکس شامل 3 قسمت است: هسته ی زیتونی تحتانی، هسته ی زیتونی فرعی داخلی و  هسته ی زیتونی فرعی خارجی که همگی به صورت مکمل در تقویت کردن پیام ها نقش دارند